# Преступность в Российской империи
Изучение преступности в Российской империи охватывает период с 1721 по 1917 год. Основные характеристики преступности в этот период определялись развитием экономических отношений, в частности, отменой крепостного права и становлением капитализма.

## Преступность в XIX веке
Отдельные показатели преступности в Российской империи начали фиксироваться в первой половине XIX века (этим занимались А. Хвостов, Н. А. Неклюдов, Е. Анучин), однако упорядоченный и общий характер они приобрели лишь во второй половине XIX в. Учитывалось количество уголовных дел, осужденных, подсудимых.
| Показатели | 1857  | 1858  | 1859  | 1860  | 1861  | 1862  | 1863  | 1864  | 1865  |
| ---------- | ----- | ----- | ----- | ----- | ----- | ----- | ----- | ----- | ----- |
| Подсудимые | 383,2 | 404,1 | 422,6 | 393,0 | 433,5 | 456,3 | 458,4 | 458,1 | 510,5 |
| Осуждённые | 60,4  | 70,7  | 74,2  | 72,5  | 79,7  | 83,5  | 88,7  | 94,4  | 94,0  |

В середине XIX в. отмечался рост числа подсудимых и осужденных (см. таблицу). С. С. Остроумов пишет: «…с 1857 по 1865 г. число подсудимых увеличилось на 1/3, а число осужденных более чем в 1,5 раза. Конечно, в определенной степени на это увеличение оказало влияние введение в 1860 г. в судах судебных следователей, что привело к более тщательному расследованию, а отсюда к росту числа возбужденных уголовных дел. Но, несомненно, основной причиной роста преступности явилось не процессуальное нововведение, а резкое изменение всей экономической обстановки в результате свершившегося в стране экономического переворота».
Имеются упорядоченные данные за 1874—1894 гг. по числу уголовных дел в общих и мировых судах, а также за 1874—1890 гг. — по осужденным. При этом необходимо учитывать, что численность дел в общих судах охватывала лишь незначительную часть преступности всей страны; кроме того, изменялась подсудность краж. Ввиду этого статистические данные не дают основания для каких-либо заключений о фактическом движении преступности.
| Годы | Число осужденных в общих и мировых судах | Прирост к 1874 г., % | Годы | Число осужденных в общих и мировых судах | Прирост к 1874 г., % |
| ---- | ---------------------------------------- | -------------------- | ---- | ---------------------------------------- | -------------------- |
| 1874 | 49367                                    | 100                  | 1883 | 58007                                    | 117                  |
| 1875 | 47751                                    | 97                   | 1884 | 61253                                    | 124                  |
| 1876 | 50287                                    | 102                  | 1885 | 62233                                    | 126                  |
| 1877 | 50377                                    | 102                  | 1886 | 68866                                    | 140                  |
| 1878 | 51748                                    | 105                  | 1887 | 72461                                    | 147                  |
| 1879 | 56401                                    | 114                  | 1888 | 68114                                    | 138                  |
| 1880 | 59431                                    | 120                  | 1889 | 70392                                    | 143                  |
| 1881 | 61720                                    | 125                  | 1890 | 78748                                    | 160                  |
| 1882 | 60428                                    | 122                  |      |                                          |                      |

## Преступность в начале XX века
| Годы | Общие судебные установления (окружные суды) | Мировые суды | Уездные члены окружных судов | Городские суды | Гминные суды | Итого   |
| ---- | ------------------------------------------- | ------------ | ---------------------------- | -------------- | ------------ | ------- |
| 1899 | 55840                                       | 624294       | 38241                        | 123632         | 122739       | 964746  |
| 1900 | 59195                                       | 654487       | 35705                        | 122274         | 134940       | 1006601 |
| 1901 | 59686                                       | 688121       | 39400                        | 139922         | 141285       | 1068414 |
| 1902 | 61736                                       | 668202       | 49819                        | 150995         | 139642       | 1070394 |
| 1903 | 63084                                       | 648462       | 53478                        | 148172         | 134338       | 1047534 |
| 1904 | 58931                                       | 541209       | 47261                        | 141961         | 127813       | 917175  |
| 1905 | 53218                                       | 500714       | 44276                        | 130058         | 111602       | 839868  |
| 1906 | 59429                                       | 495969       | 53949                        | 113339         | 95588        | 818254  |
| 1907 | 74879                                       | 556193       | 74876                        | 125980         | 104647       | 936575  |
| 1908 | 92683                                       | 664405       | 92407                        | 142340         | 117421       | 1109256 |

Как видно из таблиц, динамика числа осуждённых была достаточно неоднозначной, хотя и имела общую тенденцию к росту. Число осуждённых общими судебными установлениями увеличилось на две трети, а уездными членами городских судов — в 2,5 раза. Эти суды рассматривали дела о наиболее серьёзных преступлениях. На динамику показателей преступности оказало влияние то, что в 1905—1906 гг. во многих губерниях страны было введено военное положение и положение усиленной и чрезвычайной охраны, в результате чего многие уголовные преступления наиболее тяжкого характера (убийство, грабежи и т. п.) были изъяты из общей судебной системы и переданы военно-полевым судам, а на менее тяжкие преступления и их субъектов вообще в этот период перестали обращать внимание, поскольку «внимание полиции ввиду общеопасного политического брожения в стране было занято преимущественно борьбой с этими ненормальными явлениями взбудораженной общественной жизни». С. С. Остроумов писал, что «в 43 губерниях вместо „либеральных“ мировых судей была введена „крепкая власть“ земских начальников, число осужденных последними так же, как и волостными судами, вообще не указывалось в статистических отчетах».
Динамика числа осуждённых несовершеннолетних также говорит об ухудшении криминальной ситуации в России начала XX в.:
| Годы | Число осуждённых в возрасте 10—17 лет | Прирост к 1901 г., % | Удельный вес несовершеннолетних в общем числе осуждённых, % |
| ---- | ------------------------------------- | -------------------- | ----------------------------------------------------------- |
| 1901 | 3543                                  | 100                  | 3,0                                                         |
| 1902 | 3173                                  | −10                  | 2,6                                                         |
| 1903 | 3135                                  | −11                  | 2,6                                                         |
| 1904 | 3640                                  | +3                   | 3,3                                                         |
| 1905 | 3318                                  | −9                   | 3,2                                                         |
| 1906 | 3221                                  | −9                   | 2,8                                                         |
| 1907 | 3899                                  | +10                  | 2,8                                                         |
| 1908 | 4628                                  | +31                  | 3,0                                                         |
| 1909 | 6137                                  | +73                  | 3,7                                                         |

В 1911—1917 гг. (а особенно после 1913 года) сведения о преступности приобретают иной характер, поскольку изменяются полнота статистики и показатели, использовавшиеся при составлении отчетов о преступности; отражается в основном не число осуждённых, а движение уголовных дел и число наиболее опасных уголовных преступлений по окружным судам.
| Виды преступлений                          | 1909 г. | 1910 г. | 1911 г. | 1912 г. | 1913 г. |
| ------------------------------------------ | ------- | ------- | ------- | ------- | ------- |
| Кражи                                      | 125 201 | 154 819 | 152 209 | 156 015 | 167 755 |
| Насильственное похищение имущества         | 41 895  | 40 618  | 40 536  | 41 721  | 43 323  |
| Убийства                                   | 30 942  | 31 113  | 32 500  | 33 879  | 34 438  |
| Служебные преступления                     | 13 461  | 14 033  | 13 703  | 14 911  | 14 501  |
| Преступления против порядка управления     | 8291    | 8515    | 8803    | 9000    | 9541    |
| Религиозные преступления                   | 2283    | 2732    | 3039    | 3415    | 3461    |
| Лжеприсяга, лжесвидетельство, ложный донос | 10 642  | 13 195  | 14 089  | 15 471  | 14 291  |
| Против женской чести                       | 12 622  | 13 631  | 14 510  | 15 100  | 16 195  |
| Против нравственности                      | 1107    | 1336    | 1321    | 1477    | 1279    |
| Против союза родственного и брачного       | 3477    | 3870    | 4542    | 5036    | 5365    |
| Нарушение правил благоустройства           | 4498    | 4608    | 5092    | 5677    | 6088    |
| Нарушение уставов торговых и кредитных     | 2814    | 2913    | 3082    | 4109    | 4661    |
| Присвоения, растраты                       | 4769    | 4809    | 4714    | 6615    | 5917    |
| Подлоги в актах, обязательствах            | 6633    | 7017    | 7210    | 7916    | 8158    |

Как видно из таблицы, наиболее быстрыми темпами прирастали имущественные (корыстные) преступления, в особенности экономические — нарушение уставов торговых и кредитных, подлоги в актах, обязательствах и т. д. Это связано с развитием капитализма в России, которое сопровождалось приростом тех видов преступности, которые характерны для рыночных отношений.
Зарубежные исследователи приводят следующую статистику коэффициентов насильственного причинения смерти (на 100000 населения) за период с 1902 по 1914 год:
| 1902 | 1903 | 1904 | 1905  | 1906  | 1907  | 1908  | 1909  | 1910 | 1911  | 1912 | 1913 | 1914 |
| ---- | ---- | ---- | ----- | ----- | ----- | ----- | ----- | ---- | ----- | ---- | ---- | ---- |
| 6,00 | 7,09 | 7,21 | 11,31 | 13,70 | 13,70 | 11,88 | 10,36 | 9,94 | 10,35 | 9,76 | 9,81 | 7,12 |